# Porte d'Orléans
Porte d'Orléans, plats i Paris innerstads södra utkant där det tidigare låg en utfart från staden (jämförbar med Stockholms tullar). Det är även en tunnelbanestation med samma namn som öppnades år 1909 och är en slutstation på linje 4 i Paris metro.

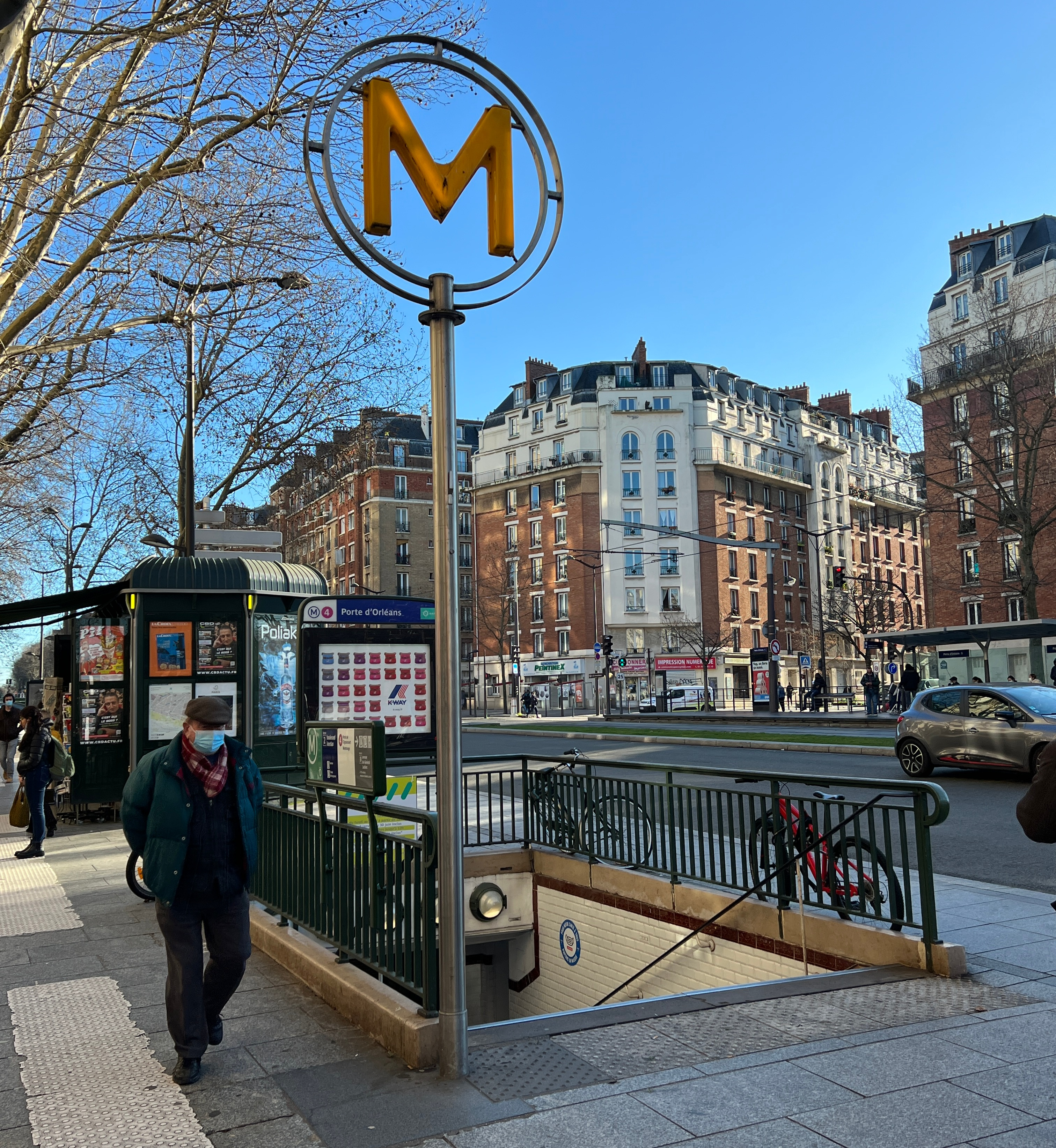
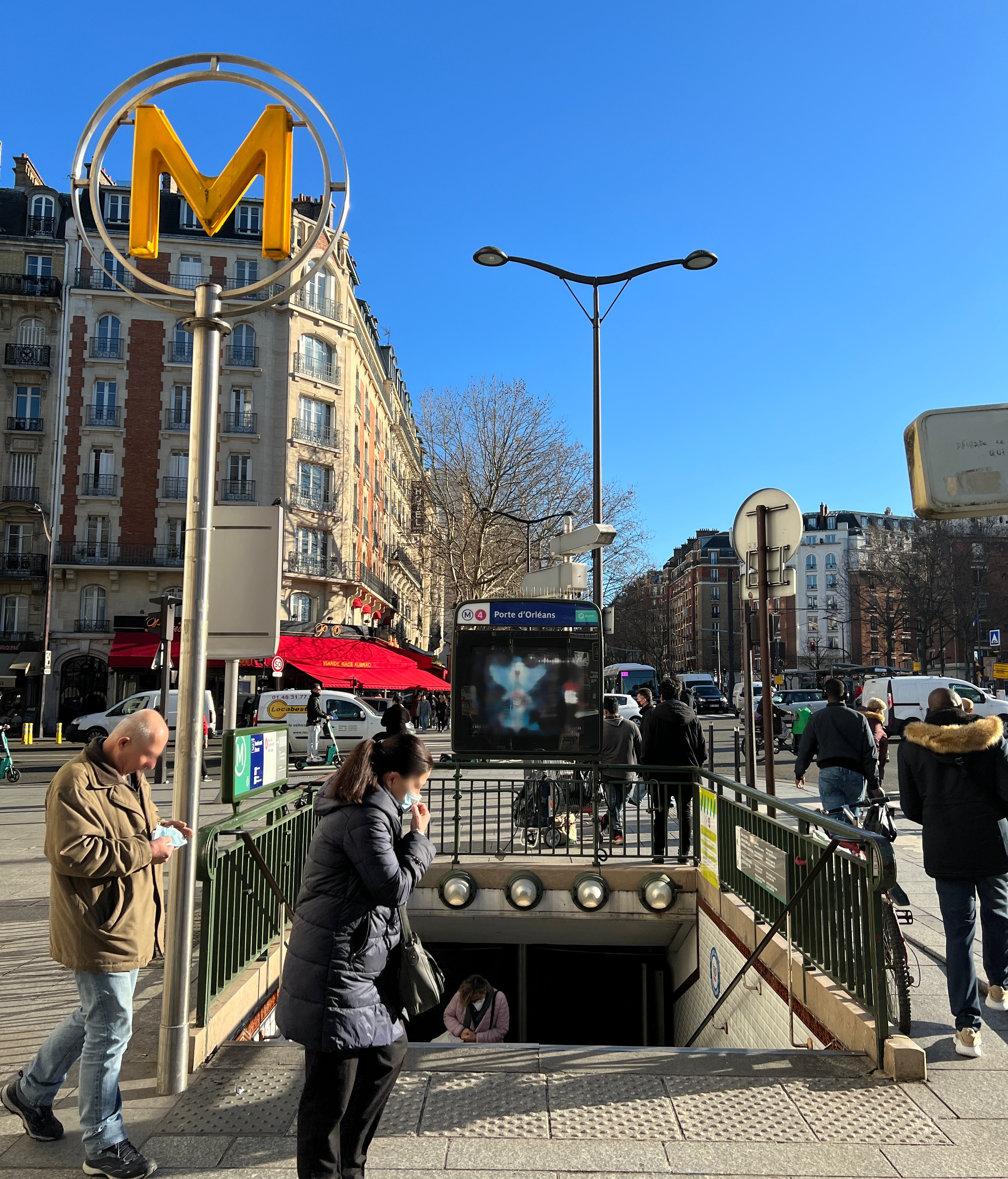
Porte d'Orléans
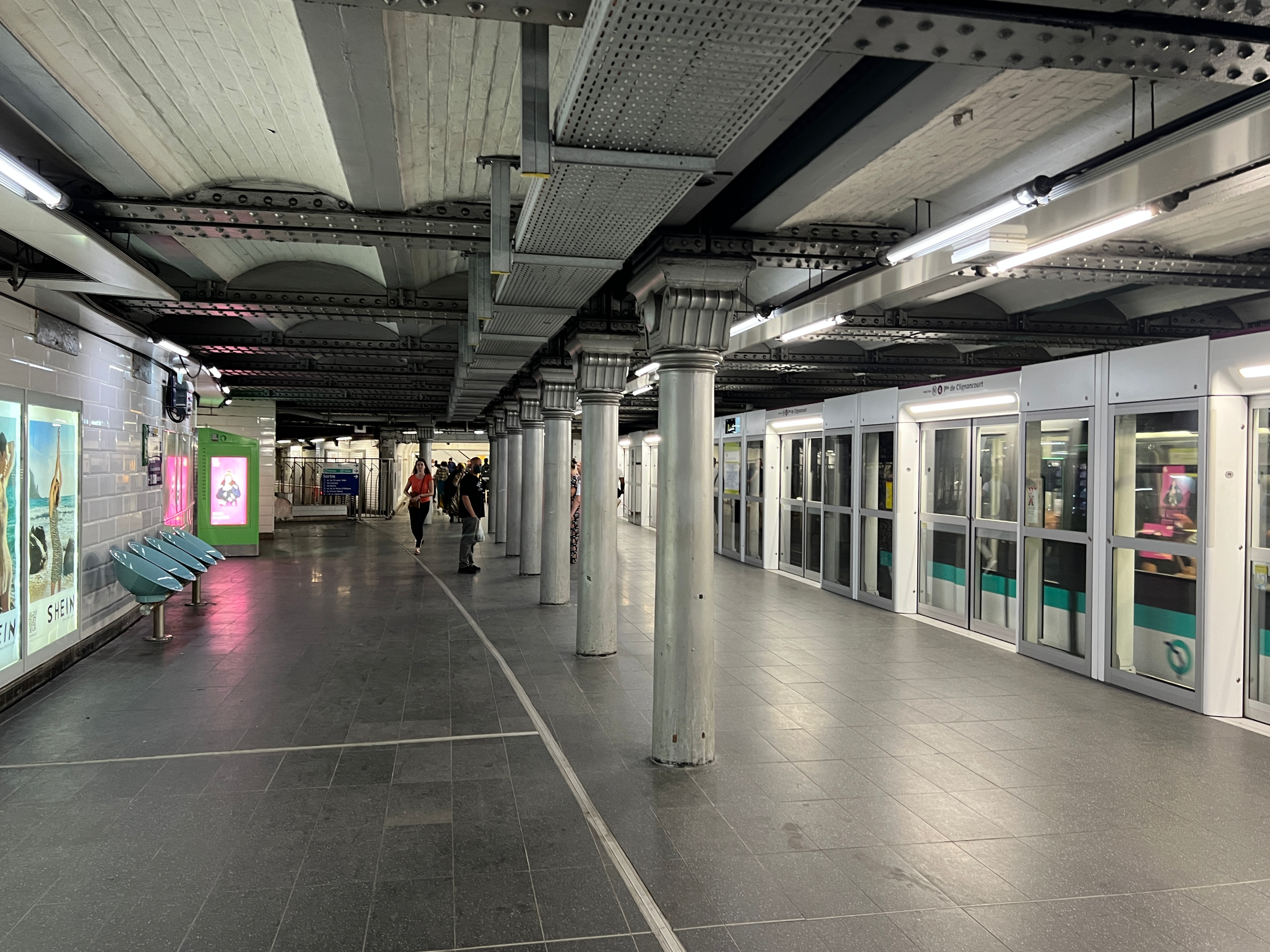
Perrongen